# صفيراء خطية الأوراق
صفيراء خطية الأوراق (الاسم العلمي:Sophora linearifolia) هي نوع من النباتات يتبع جنس الصفيراء من الفصيلة البقولية.